# Lemke-Hauson algoritam
Lemke-Hauson algoritam

je algoritam za računanje Nešovog ekvilibrijuma dvomatrične igre. Tvrdi se da je ovo "najbolji poznati kombinatorni algoritam za pronalaženje Nešovog ekvilibrijuma".

## Algoritam
Ulaz algoritma je igra dva igrača, G. G je predstavljena matricama igara A i B, dimenzija m × n, koje sadrže dobiti igrača 1 i 2 respektivno, koji imaju m i n čistih strategija respektivno. Od sada pa nadalje pretpostavljamo da su sve dobiti pozitivne (jer se skaliranjem svaka igra može transformisati u strateški ekvivalentnu igru sa pozitivnim dobitima).

G ima dva odgovarajuća politopa (zvani politopi najboljeg odziva) P1 i P2, u m dimenzija i n dimenzija respektivno, definisana na sledeći način:
P1 je iz Rm; neka {x1,...,xm} predstavlja koordinate.
P1 je definisano sa m nejednakosti xi ≥ 0, za sve i ∈ {1,...,m}, i dodatnih n nejednakosti
B1,jx1+...+Bm,jxm ≤ 1, za sve j ∈ {1,...,n}.
P2 je iz Rn; neka {xm+1,...,xm+n} predstavlja koordinate.
P2 je definisano sa n nejednakosti xm+i ≥ 0, za sve i ∈ {1,...,n}, i dodatnih m nejednakosti
Ai,1xm+1+...+Ai,nxm+n ≤ 1, za sve i ∈ {1,...,m}.
P1 predstavlja skup nenormalizovanih raspodela verovatnoće za m čistih strategija igrača 1, tako da je očekivana dobit igrača 2 najviše 1.
Prvih m uslova ograničava verovatnoće na nenegativne vrednosti, a drugih n uslova ograničava očekivanu dobit svake od n čistih strategija igrača 2 na najviše 1. P2 ima slično značenje, pri čemu su uloge igrača obrnute.
Svako teme P1 je povezano sa skupom oznaka iz skupa
{1,...,m + n} na sledeći način. Za i ∈ {1, ..., m}, teme v dobija oznaku i ako je xi = 0 u temenu v. Za j ∈ {1, ..., n}, teme v dobija oznaku m + j ako je B1,jx1 + ... + Bm,jxm = 1.
Pod pretpostavkom da je P1 nedegenerisano, svako teme je vezano za m pljosni P1 i ima m oznaka. Primetimo da izvor, koji je teme P1, ima oznake {1, ..., m}.
Svako teme P2 povezano sa skupom oznaka iz skupa
{1, ..., m + n} na sledeći način. Za j ∈ {1, ..., n}, Teme w dobija oznaku m + j ako je xm+j = 0 u temenu w. Za i ∈ {1, ..., m}, teme w dobija oznaku i ako je
Ai,1xm+1 + ... + Ai,nxm+n = 1. Pod pretpostavkom da je P2 nedegenerisano, svako teme je vezano za m pljosni P2 i ima m oznaka. Primetimo da izvor, koji je teme P2, ima oznake {m + 1, ..., m + n}.
Posmatrajmo par temena (v,w), v ∈ P1, w ∈ P2. Kažemo da je (v,w) potpuno označen ako skupovi pridruženi v i w
sadrže sve oznake iz {1, ..., m + n}. Primetimo da ako su v and w izvori Rm i Rn
respektivno, onda je (v,w) potpuno označen. Kažemo da je (v,w) skoro potpuno označen (u pogledu nedostajuće oznake g)
ako skupovi pridruženi v i w sadrže sve oznake iz {1, ..., m + n} osim g.
U tom slučaju će postojati duplikatna oznaka koja je pridružena i v i w.
Pivot operacija podrazumeva zamenu v u paru (v,w) nekim drugim temenom susednim v u P1, ili alternativno zamenom w nekim drugim temenom susednim w u P2. Efekat operacije je (u slučaju da je
v zamenjeno) zamena neke oznake v nekom drugom oznakom. Za zamenjenu oznaku se kaže da je odbačena. Za bilo koju zadatu oznaku v, moguće je odbaciti datu oznaku pomeranjem na teme susedno v koje ne sadrži hiperravan povezanu sa tom oznakom.
Algoritam polazi od potpuno označenog para (v,w) sastavljenog od para izvora. Proizvoljena oznaka g se odbaci pivot operacijom, dovodeći nas do skoro potpuno označenog para (v′,w′). Bilo koji skoro potpuno označeni par podleže dvema pivot operacijama koje odgovaraju odbacivanju jedne ili druge kopije duplikatne oznake i svaka od ovih operacija može rezultovati novim skoro potpuno označenim parom ili kompletno označenim parom. Najzad, algoritam pronalazi potpuno označeni par (v*,w*), koji nije izvor.
(v*,w*) odgovara paru nenormalizovanih raspodela verovatnoće u kojima svaka strategija i igrača 1 donosi dobit 1, ili donosi dobit manju od 1 i igrana je sa verovatnoćom 0 od strane igrača 1 (slično opažanje važi i za igrača 2). Normalizovanjem ovih vrednosti na raspodele verovatnoće dobijamo Nešov ekvilibrijum (čije dobiti za igrače su inverzije normalizacionih faktora).

## Osobine algoritma
Algoritam može da pronađe najviše n + m različitih Nešovih ekvilibrijuma. Izbor prvobitno odbačene oznake određuje koji će ekvilibrijum na kraju algoritam da pronađe.
Lemke-Hauson algoritam je ekvivalentan sledećem pristupu zasnovanom na homotopiji: Modifikovati G odabirom proizvoljne čiste strategije g i dati igraču koji poseduje tu strategiju veliku isplatu B da je odigra. U modifikovanoj igri, strategija g se igra sa verovatnoćom 1, a drugi igrač odigrava svoj najbolji odgovor na strategiju g sa verovatnoćom 1. Razmatrati kontinuum igara u kojima se B stalno smanjuje do 0. Postoji putanja Nešovih ekvilibrijuma koja povezuje jedinstveni ekvilibrijum modifikovane igre sa ekvilibrijumom G. Čista strategija g odabrana da dobije bonus B odgovara prvobitno odbačenoj oznaci.

Iako je algoritam efikasan u praksi, u najgorem slučaju broj pivot operacija može eksponencijalno zavisiti od broja čistih strategija u igri.

Takođe, pokazano je da je problem pronalaženja rešenja pomoću Lemke-Hauson algoritma PSPACE-kompletan.